# Catedral de San José (Liepāja)
La Catedral de San José o bien la Catedral de Liepāja (en letón: Liepājas Svētā Jāzepa Romas katoļu katedrāle) es la iglesia catedral de la diócesis de Liepāja, y está situada en la ciudad de Liepāja, en el país europeo de Letonia. Liepaja originalmente tenía una pequeña iglesia de madera construida en 1508 y dedicada a Santa Ana. Alrededor de 1560 la iglesia fue transformada al culto luterano. Después de la Reforma, los fieles de la Iglesia católica tuvieron que viajar a Lituania para recibir el bautismo y los demás sacramentos, ya que no tenían un lugar de culto católico disponible. En 1747 en Liepāja se construyó una pequeña iglesia de piedra dedicada a San José y donde los servicios religiosos inicialmente se llevaron a cabo sólo en el tercer domingo de cada mes. Con el desarrollo de la ciudad también aumentó el número de los fieles y la antigua iglesia pronto se quedó pequeña. Entonces se llevó a cabo la construcción de un nuevo edificio en estilo neo-románico para la iglesia, diseñada por el arquitecto Luis Melvil. La nueva iglesia fue terminada y consagrada en 1911 en honor de San José. El 8 de mayo de 1937 con la bula Aeterna animarum salus el Papa Pío XI instituyó la diócesis de Liepāja y la iglesia de San José fue elevada a catedral. 